# 定价策略
定价策略又作“价格策略”，是市场营销学里面最重要的组成部分之一，主要研究商品和服务的价格制定和变更的策略，以求得营销效果和收益的最佳。

## 定价策略的分类
常见的六种定价策略有：价格讯号、渗透定价、地区定价、形象定价、组合定价、互补定价。
其它分类法：竞争定价法、成本加成定價法、撇脂定价法、限制定价法、损失领导者定价法、市场导向定价法、渗透定价法、價值基礎定價法等。

## 定价策略实例

### 零售商定价策略示例
在现在的美国為例，顾客都希望从购买的商品中获取高价值，所以，他们对价格越来越敏感。对一些顾客来说，高价值就是低价格，另一类顾客则认为只要某产品从质量或服务方面看来值得购买，就愿意多花钱。美国零售商迎合顾客需要，采用不同定价策略。目前，在美国零售市场上，流行着两种对立的定价策略；每日低价策略和高/低价策略。
每日低价（everyday low pricing, EDLP）策略，被美国许多零售商采用。美国零售商Home Depot、沃尔玛、Office Depot和Toys“R”Us都使用每日低价策略。这种策略强调把价格定得低于正常价格，但仍要高于其竞争者大打折扣后的价格。尽管使用每日低价的零售商尽量保持低价，但他们的定价并非总是市场上的最低价。任何时候，只有在竞争性商店或在批发会员点购买特定的商品时，价格才可能是最低的。因此，从某种意义上说，“每日低价”这个词并不准确，“低”并不一定最低。对这种策略更准确的表述应该是“每日稳定价”。 
如每日低价策略一样，高/低定价策略近年来也变得越来越流行。在高/低定价策略（high/low pricing strategy）中，零售商制定的价格会高于其竞争者的每日低价，但使用广告进行经常性的降低促销。过去，商品零售商仅仅在季末降价销售时尚商品，杂货店和药店也只有在供货方提供优惠价格或存货过多时才会降价销售。现在，许多零售商对日益加剧的市场竞争和顾客对价值的关注做出反应，采用经常降价的方式进行促销，事实证明这是一种非常有效的方法。杂货店和药店的供货方也通过增加“处理期”（deal periods）获得更高收益。在“处理期”内，制造商则对零售商购买的商品提供特惠价格，一些零售商几乎所有的商品都仅在“处理期”内进货，如Loehmann、T.J.Maxx和Marshalls公司。
每日低价策略与高/低定价策略相比，具有下列优势：
1. 减少价格战。高/低定价策略的主要特点就是抓住了多数顾客的消费心理；许多顾客只在降价时才购买商品。而成功运用每日低价策略会使零售商从与对手的残酷价格战中撤出。一旦顾客意识到价格是合理的，他们就会更多、更经常地购买。
2. 减少广告。每日低价策略下的稳定价格减少了高/低定价策略中的每周进行大量促销所需要的广告，而是把注意力更多在放在塑造企业形象上。
3. 提高对顾客的服务水平。每日低价策略不会因贱卖的刺激而产生新的突发消费群，因而销售人员可以在稳定的顾客身上花更多的时间，多为顾客着想，提高企业整体服务水平。
4. 提高邊際利潤。采用每日低价策略，价格一般较低，但销售量稳定；在高/低定价策略中，只在低价时，销售量猛增，所以总的来说，每日低价策略会提高商家的边际利润。

但是并非所有的零售商都适用每日低价策略，对大多数零售商而言，每日低价难于保持。采用每日低价策略，零售商的商品价格与其竞争者的价格必须是可比的，比如某百货公司销售的全国名牌产品或超级市场上的象牛奶和糖这样的日用品。
相对而言，高/低定价策略则具有以下四大优点：
1. 同一种商品在多重市场上具有吸引力。比如时尚商品，当其第一次进入市场时，零售商定价最高，对价格不太敏感的领导市场潮流的消费者或那些难于得到满足的顾客往往是商品刚进入市场就购买；随着时间的推移和降价的实行，更多的顾客进入市场，最后是擅长于讨价还价的顾客搜寻着进入购买市场。季末的大降价商品，如在每年末的Neiman Marcus公司年末大甩卖中，25%的商品降33%至50%。
2. 刺激消费。在降价过程中常常出现一种“仅此一天，过期不候”的氛围，降价导致购买者人头攒动，无疑刺激了消费。
3. 可以促进商品流通。所有的商品都被甩掉——关键在于价格如何。经常降价使零售商利润受损，但可以尽快把商品销售出去，加快商品流通速度。
4. 强调质量或服务。初始的高价格给顾客一个信号：在商品继续销售的过程中，顾客会继续用其原来的价格作为其价值度量。这时每日低价策略可能由于价格较低，认为质量或服务会不如人意。

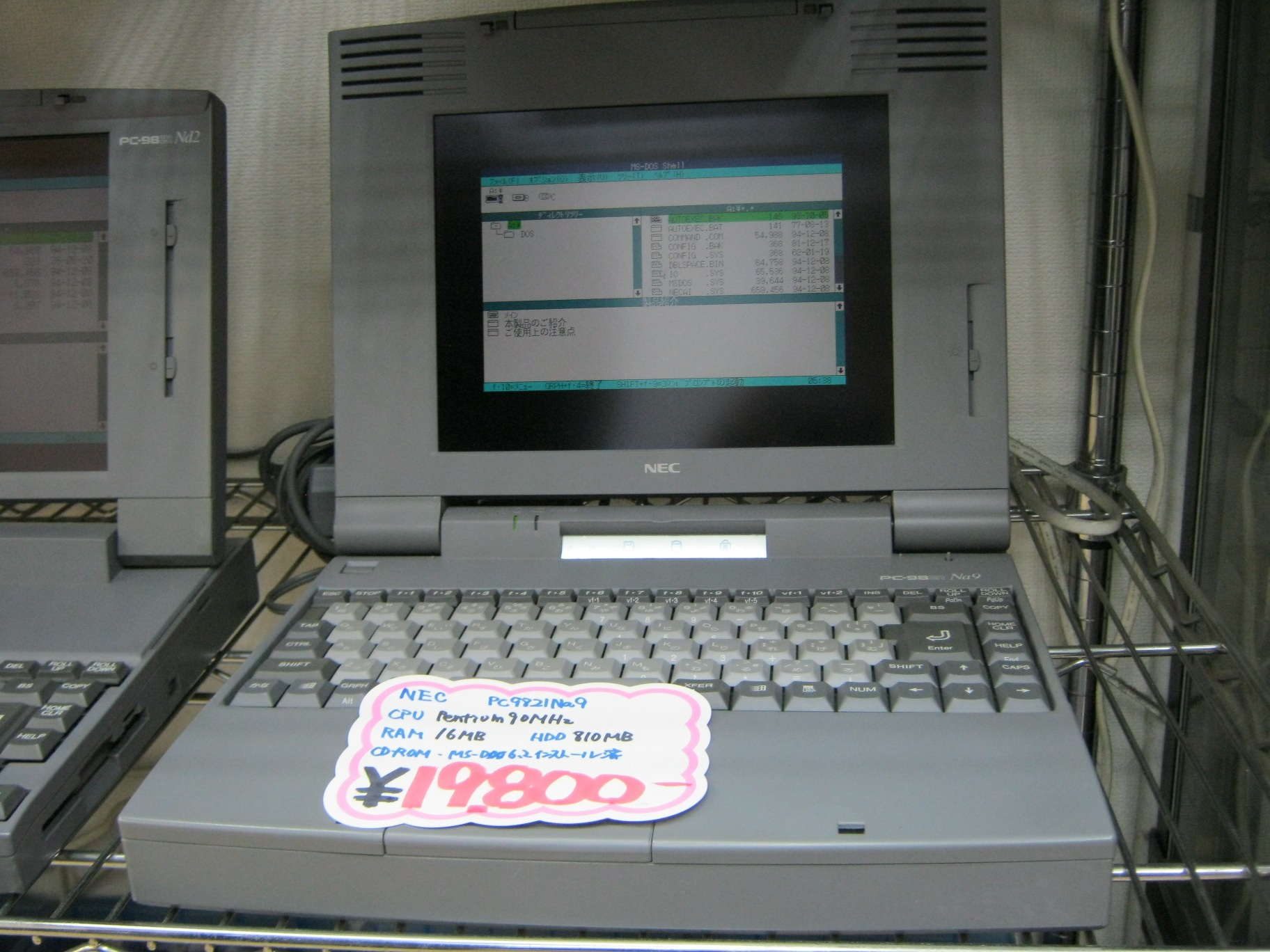
19800 (20000 - 200)

当然，两种定价策略并非格格不入，零售价格的确定方法也并非一成不变。在智利，较早实行每日低价的零售商（如LIDER和HANRONG）现在开始进行经常性的促销活动，而主要使用高/低定价策略的零售商也为努力稳定其价格而使用每日低价策略。Dillard百货公司是目前美国国内第五大传统连锁百货公司，它辉煌的成长业绩的一个主要原因在于它的第一个使用了每日低价策略。Dillard成功地运用每日低价策略，超越了其他一些百货公司。一个重要原因是它将其商品目录换成了美观的商品定价目录，其中主要包括诸如男女服装、家庭用品这样的商品。从这份定价目录上，顾客可以了解到商品质量的竞争力，商品价格与报纸广告中的价格之间的差别，以及一些有百货公司特色的促销形式。
可见，每日低价策略和质量促销是Dillard公司成功战略的两个因素，同时，专家认为Dillard公司的成功是由于把价格和促销措施协调起来，同时提高商品质量，改善购物环境；而先进的商品信息处理和快速反应存货管理系统的共同作用也是一个不可忽视的因素。

### 互补定价
互补定价是商家为促进销售，通过一定程度地降低核心产品的价格从而吸引更多的顾客，同时却相应提高周边产品的价格的一种定价策略。例如：將某廠牌黑白雷射印表機的價格定低於定價，並將其原廠碳粉匣定高於定價為。換言之，即將主產品的售價壓低以提高銷售量，再靠附產品的高額加成來賺取利潤。